# Augustabkommen

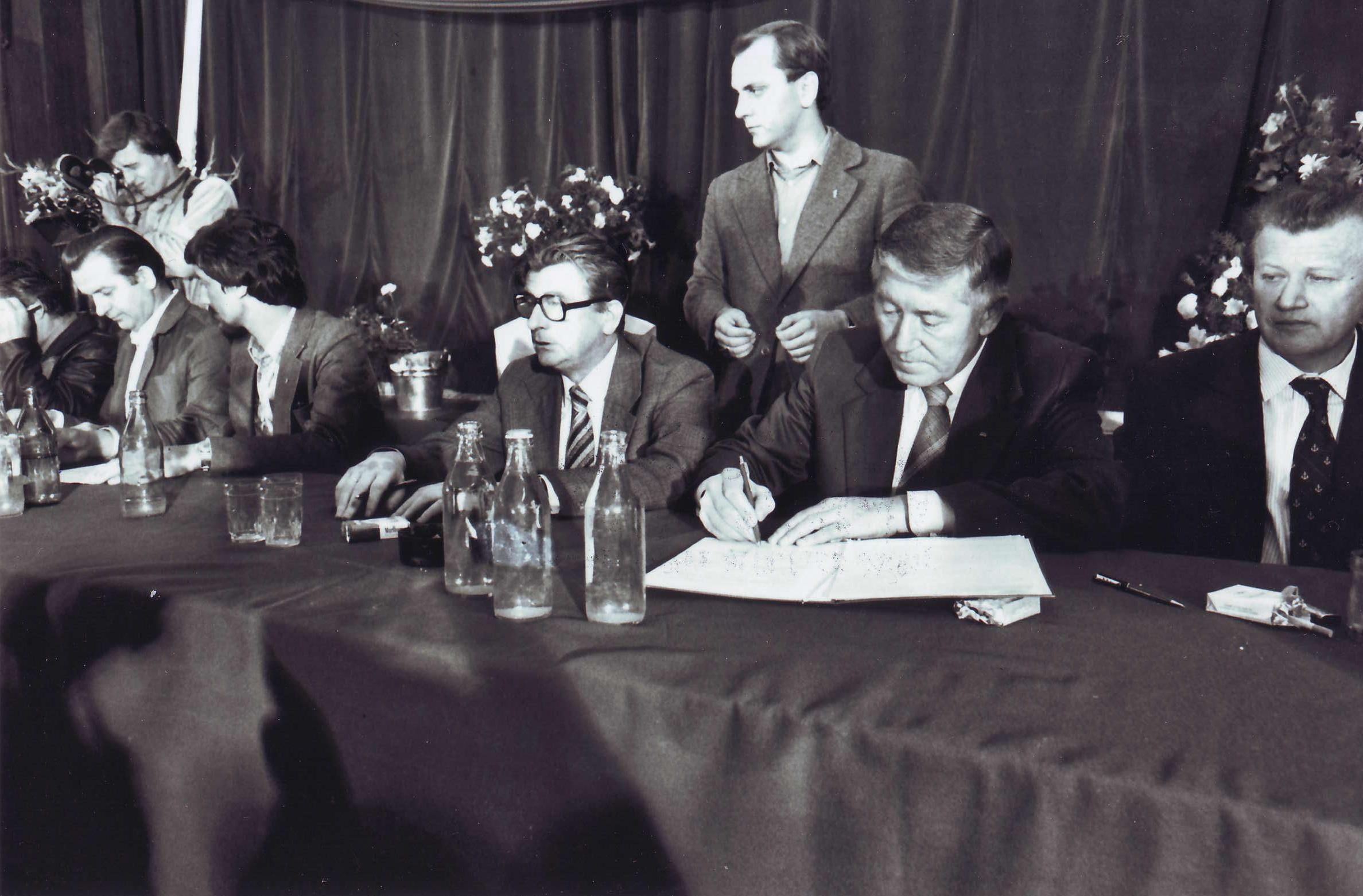
Unterzeichnung des Abkommens in Stettin am 30. August 1980

Die Augustabkommen waren Abkommen, die zwischen den Streikkomitees und der Regierung der Volksrepublik Polen im Sommer 1980 geschlossen wurden. Oft wird auch der Begriff Danziger Abkommen gebraucht, es ist das Abkommen zwischen dem Danziger Streikkomitee und Vertretern der damaligen polnischen Regierung. Es ist das von der Öffentlichkeit am meisten beachtete Abkommen und gehört zu einer Reihe von Abkommen, die Ende August und Anfang September 1980 unterzeichnet wurden und zum Ende der August-Streiks in Polen führten. Es waren die ersten Abkommen, in denen eine kommunistische Regierung die Opposition legalisierte. Diese Abkommen erlangten quasi Verfassungsrang in Polen.

## Die Abkommen
- Am 30. August 1980 wurde das Abkommen in Stettin von Marian Jurczyk und Kazimierz Barcikowski als Vertreter der Regierung unterschrieben.[3][4]
- Am 31. August 1980 wurde das Abkommen zwischen dem Danziger überbetrieblichen Streikkomitee von Lech Wałęsa und dem damaligen Vizeministerpräsidenten Mieczysław Jagielski auf der Leninwerft unterzeichnet.[5][4]
- Am 3. September 1980 wurde das Abkommen in Jastrzębie-Zdrój von Jarosław Sienkiewicz und Aleksander Kopeć als Vertreter der Regierung unterzeichnet.[6][4]
- Am 11. September wurde das Abkommen in der Huta Katowice in Dąbrowa Górnicza von Zbigniew Kupisiewicz und Franciszek Kaim als Vertreterin der Regierung unterschrieben.[7]

### 21 Forderungen des Überbetrieblichen Streikkomitees
Das Abkommen bestand aus 21 Punkten. Es wurde die Bildung von unabhängigen Gewerkschaften vereinbart, daraus ging anschließend die Solidarność hervor. Des Weiteren wurden beschlossen: die Errichtung einer Gedenkstätte für die Opfer des Aufstandes von 1970, Lohnerhöhungen, eine bessere Versorgung mit Lebensmitteln, die Veröffentlichung der Schlussakte von Helsinki, keine Repressalien gegen die Teilnehmer der Streiks, Abschaffung der Zensur und die Veröffentlichung der Vereinbarung in den Medien. Das Abkommen von Danzig gehört zum Weltdokumentenerbe.
Die Abkommen, die in Stettin und Jastrzębie-Zdrój unterzeichnet wurden, waren zum größten Teil identisch mit dem Danziger, enthielten aber auch einige Abweichungen. So wird im Abkommen von Stettin nur von selbstverwalteten Gewerkschaften gesprochen im Gegensatz zum Danziger Abkommen, dort wird von unabhängigen, selbstständigen Gewerkschaften gesprochen. Der Hauptunterschied zwischen dem Danziger und dem Abkommen von Jastrzębie-Zdrój bestand darin, dass für die Bergarbeiter eine 5-Tage-Woche, die Abschaffung des 4-Schicht-Systems, sowie eine Verringerung des Renteneintrittsalters vereinbart wurde.